# Monumento natural Teta de Niquitao-Guirigay
El Monumento Natural Teta de Niquitao-Guirigay es un espacio protegido natural ubicado en el estado Trujillo, Venezuela. Cuenta con la montaña más alta del estado con una altura de 4006 m s. n. m. Está ubicada en la parroquia Niquitao del municipio Boconó, este paisaje andino es emblemático para todos los trujillanos.  
Este monumento natural fue promulgado según decreto No 1.473 el 4 de septiembre de 1996 y publicado en Gaceta Oficial No. 36.063, el 11 de octubre de 1996. Tuvo su justificación en la necesidad de proteger y conservar paisajes constituidos por crestas monoclinales, páramos y relictos de selva nublada. Su preservación es responsabilidad del Instituto Nacional de Parques, organismo que debe garantizar la conservación y preservación de los recursos naturales y culturales del área. 
La Teta Niquitao (4.006 m s. n. m.) también es conocida por el nombre de pico Musi o Picacho (Nombre local que deriva del término pico). A este monumento se puede llegar desde la ciudad de Boconó, dirigiéndose a las poblaciones de Tostós y Niquitao, por una carretera que asciende hasta 3.400 m s. n. m. aproximadamente.

## Geografía
Geográficamente se localiza al noroeste de la cordillera andina en los municipios Boconó y Urdaneta del estado Trujillo, abarcando una superficie de 21.000 hectáreas. El área presenta un relieve de altas montañas de moldeado glacial con altitudes comprendidas entre los 3.200 y 4.006 m s. n. m. el punto más alto del estado Trujillo. 
Cuenta con una red hídrica con flujos permanentes, destacándose el río Cabimbú, quebrada de la Teta, quebrada de Tuñame y quebrada de Tomón. Así como numerosas lagunas de origen glacial donde se destaca la laguna de la Teta y la laguna del Arenal. La geología incluye rocas metamórficas y sedimentarias representadas por la formación Sierra Nevada.

## Flora y fauna
La vegetación presenta dos tipos de cobertura vegetal, vegetación de montaña alta o selva nublada y páramos o páramos subalpinos, destacándose por su abundancia el frailejón, así como el huesito de páramo, tabacote, chipiador, abrojo, y vira vira. Dicha vegetación constituye y es el hábitat de una diversidad interesante de especies de mamíferos como el oso frontino, el cachicamo, el conejo de páramo,lapa paramera  y en el grupo de aves está el águila real, el pato serrano, la cotua negra o el picón, entre otras especies.